# Васеничи
Васеничи — упразднённая в 2018 году деревня в Орловском районе Кировской области России. Входила в состав Орловского сельского поселения.

## География
Деревня находится на западе центральной части области, в подзоне южной тайги, на расстоянии приблизительно 28 километров (по прямой) к северу от города Орлова, административного центра района. Абсолютная высота — 190 метров над уровнем моря.

## Климат
Климат характеризуется как континентальный, умеренно холодный. Среднегодовая температура — 1,5 °C. Средняя температура воздуха самого холодного месяца (января) составляет −14,2 °C (абсолютный минимум — −45 °С); самого тёплого месяца (июля) — 17,8 °C (абсолютный максимум — 37 °С). Безморозный период длится в течение 115—125 дней. Годовое количество атмосферных осадков — 583 мм, из которых около 403 мм выпадает в период с апреля по октябрь. Снежный покров устанавливается в середине ноября и держится 130—140 дней.

## История
Заимка Замонская (Сибирская губерния, Вятка, Хлыновский уезд,	Великорецкий стан, Великорецкий оброчный стан, Чудиновская волость) о один двор и две души впервые описывается в Переписи 1710 года (РГАДА 1209-1-1098, 1710 г.).
Снята с учёта 21.12.2018.

## Население
| 2010 |
| ---- |
| 0    |

## Инфраструктура
Было личное подсобное хозяйство.

## Транспорт
Просёлочная дорога. В XIX веке Замонское (Васеничи) описывалась стоящей «по левой стороне Быковской торговой дороги, около проселочной дороги, идущей от села Великорецкого до пересечения с Устюжским трактом» (Список населённых мест Вятской губернии 1859—1873 гг..